# Brooksville (Mississipi)
Brooksville és una població dels Estats Units a l'estat de Mississipi. Segons el cens del 2000 tenia 1.182 habitants.

## Demografia
Segons el cens del 2000, Brooksville tenia 1.182 habitants, 439 habitatges, i 305 famílies. La densitat de població era de 461 habitants per km².
Dels 439 habitatges en un 35,8% hi vivien nens de menys de 18 anys, en un 31,2% hi vivien parelles casades, en un 33,7% dones solteres, i en un 30,5% no eren unitats familiars. En el 28,2% dels habitatges hi vivien persones soles el 13,4% de les quals corresponia a persones de 65 anys o més que vivien soles. El nombre mitjà de persones vivint en cada habitatge era de 2,69 i el nombre mitjà de persones que vivien en cada família era de 3,3.
Per edats la població es repartia de la següent manera: un 31,7% tenia menys de 18 anys, un 11,5% entre 18 i 24, un 26,6% entre 25 i 44, un 16,8% de 45 a 60 i un 13,4% 65 anys o més.
L'edat mediana era de 30 anys. Per cada 100 dones de 18 o més anys hi havia 76,6 homes.
La renda mediana per habitatge era de 16.146 $ i la renda mediana per família de 20.804 $. Els homes tenien una renda mediana de 26.513 $ mentre que les dones 17.500 $. La renda per capita de la població era de 9.001 $. Entorn del 38% de les famílies i el 44,4% de la població estaven per davall del llindar de pobresa.

## Poblacions més properes
El següent diagrama mostra les poblacions més properes.